# Lasianthus varians
Lasianthus varians är en måreväxtart som först beskrevs av George Henry Kendrick Thwaites, och fick sitt nu gällande namn av George Henry Kendrick Thwaites. Lasianthus varians ingår i släktet Lasianthus och familjen måreväxter. IUCN kategoriserar arten globalt som starkt hotad.
Artens utbredningsområde är Sri Lanka. Inga underarter finns listade i Catalogue of Life.